# Nicola Coles
Nicola „Nicky“ Anne Coles (* 7. Januar 1972 in Auckland) ist eine ehemalige neuseeländische Ruderin. Sie gewann 2005 den Weltmeistertitel im Zweier ohne Steuerfrau.

## Sportliche Karriere
Die 1,78 m große Nicola Coles belegte bei den Weltmeisterschaften 1998 den siebten Platz mit dem Achter. 1999 in St. Catharines verpasste der neuseeländische Achter mit dem achten Platz die Olympiaqualifikation.
2001 ruderte Coles im Vierer ohne Steuerfrau. Bei den Weltmeisterschaften in Luzern gewannen Jackie Abraham-Lawrie, Kate Robinson, Rochelle Saunders und Nicola Coles die Silbermedaille hinter den Australierinnen. Im Jahr darauf belegten Mel Burke, Paula Twining, Jackie Abraham-Lawrie und Nicola Coles den vierten Platz bei den Weltmeisterschaften in Sevilla. Bei den Olympischen Spielen 2004 in Athen trat Coles zusammen mit Juliette Haigh im Zweier ohne Steuerfrau an und belegte den sechsten Platz.
2005 siegten die beiden Neuseeländerinnen bei den Weltcups in München und Luzern und sie gewannen auch den Titel bei den Ruder-Weltmeisterschaften 2005 in Japan. 2006 war der vierte Platz in Luzern das beste Weltcup-Ergebnis der beiden, bei den Ruder-Weltmeisterschaften 2006 in Eton belegten sie den zweiten Platz hinter den Kanadierinnen Darcy Marquardt und Jane Rumball. 2007 siegten Haigh und Coles beim Weltcup in Luzern, erreichten aber bei den Ruder-Weltmeisterschaften 2007 in München nur den fünften Platz. Ein Jahr später belegten die beiden auch bei den Olympischen Spielen in Peking den fünften Platz.